# Кияницкий парк

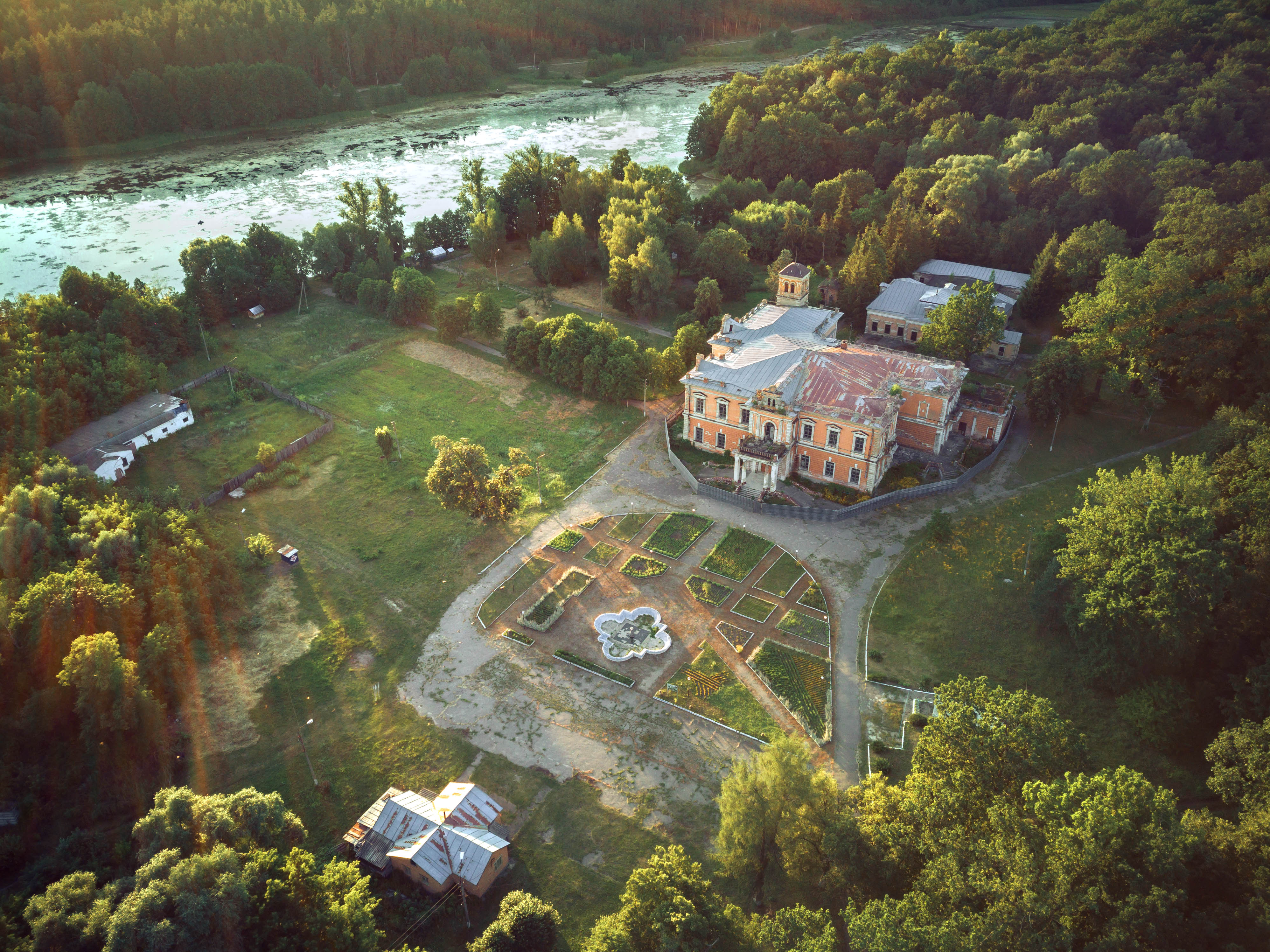
Вид сверху на Кияницкий парк

«Кияницкий парк» (укр. Кияницький парк) — парк-памятник садово-паркового искусства, расположенный на территории Сумского района (Сумская область, Украина).
Площадь — 55,6632 га.

## История
Статус памятника природы был присвоен постановлением Совета министров УССР от 30 августа 1990 года № 18. Положение про природоохранный статус было утверждено Приказом Министерства экологии и природных ресурсов от 12 декабря 2012 года № 632.
Парк был заложен в конце 19 века владельцем данной усадьбы предпринимателем Иваном Харитоненко. После Октябрьской революции парк и усадьба пришли в упадок. В советский период здесь располагалась туристическая база и стал частью совхоза имени Кирова. С 1960 года парк стал числиться в списках объектов природно-заповедного фонда. Парк из-за отсутствия надлежащего уходя потерял исконный облик ландшафтного ансамбля. Согласно заявлению ректора Сумского аграрного университета, планируются работы по возобновлению парка.

## Описание
Природоохранный объект создан с целью охраны парка. Парк расположен в посёлке Кияница, что в составе Кияницкого сельсовета. На западе парк ограничивается прудом. На территории парка находится Дворец Харитоненко (1890 год).
Ближайший населённый пункт — посёлок Кияница, город — Сумы.

## Природа
Растительность парка представлена доминирующими лиственными породами деревьевː дуб, клён, тополь, берёза, липа. Дубы парка достигают возраста 250—300 лет. Кроме дубов, изначально в парка были насажены лиственница, ель, сосна. Здесь встречаются не характерные для региона деревьяː платаны, гинкго, бархат амурский, орехи серый и чёрный, серебристая ель, сосна веймутова, ель калифорнийская, канадская и виргинская, клён красный и Шведлера. Растения парка представлены 29 родами таких семействː тисовые, сосновые, гинкгоковые, кипарисовые и голосемянные. Есть 25 родов цветковых растений. Всего на территории парка произрастает свыше 100 видов и разновидностей деревьев, лиан и кустарников.